# Казенна палата

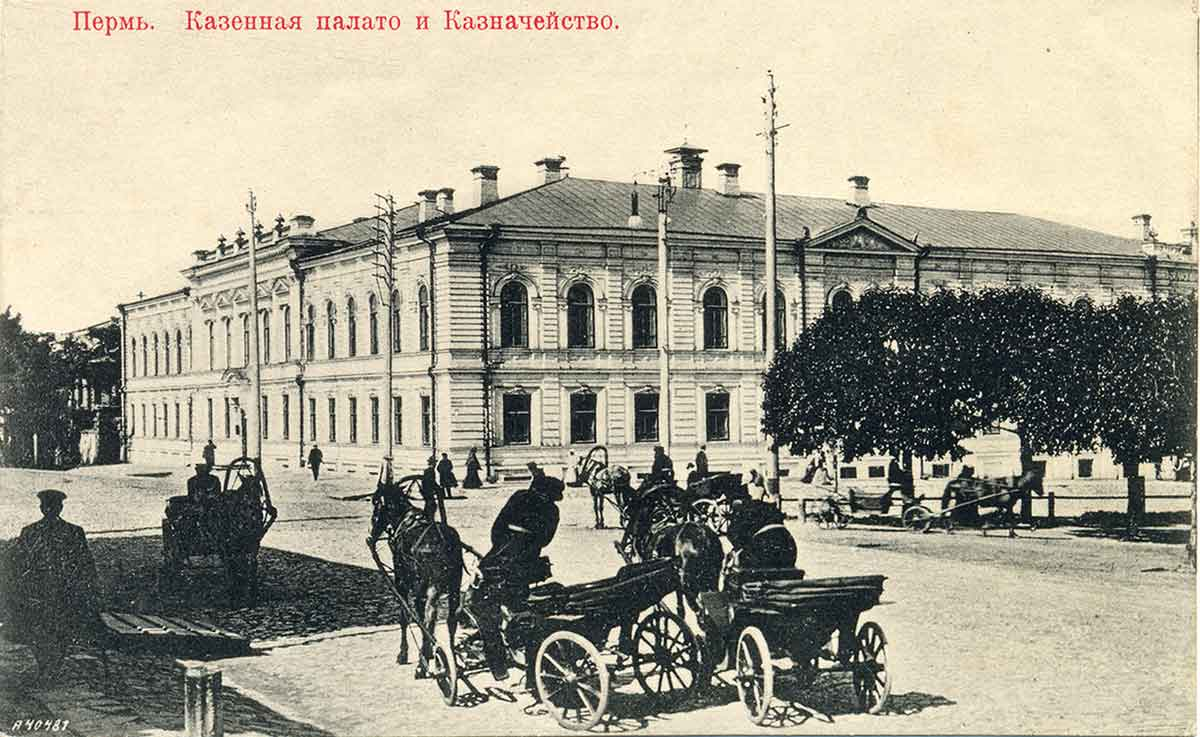
Пермська казенна палата

Казенна палата — губернська адміністративно-фінансова установа в Російській імперії. Створена в результаті проведення губернської реформи 1775 р. У 1782—83, з ліквідацією полково-сотенного та введенням губернського адміністративно-територіального поділу, казенні палати стають реальністю соціально-економічного життя Слобідської України, Лівобережної України та Півдня України, а після 2-го в 1793 р. та 3-го в 1795 р. поділу Польщі — і Правобережної України.
В «Учреждениях для управления губерниями» віце-губернаторами або «поручиками правителя (губернатора)» називалися голови казенних палат.
До складу казенних палат також входили: директор економії, радник, асесори та губернський скарбник. При казенних палатах перебували стряпчі казенних справ, а також секретар, протоколіст-регістратор, бухгалтер, архіваріус і канцелярські службовці. Штатні розписи казенних палат, як і структура, не раз змінювалися.
Палати проводили ревізії населення, відали обліком податних станів, доходів і витрат у губернії, рекрутськими справами, здійснювали контроль за надходженням податків. Вони також наглядали за казенними і приватними заводами й фабриками, землями, лісами, хлібними запасовими магазинами, митницями, соляними промислами, винними відкупами і підрядами; управляли державними селянами, вели державне будівництво, в тому числі шляхів і мостів, забезпечували перевезення.
У 1795 в Катеринославській губернії, Вознесенській губернії, Волинській губернії, Подільській губернії та Брацлавській губернії за указом імператриці Катерини II організовувалися військові експедиції для забезпечення хлібом армії. У 1802 зі створенням міністерства фінансів казенні палати переходять у його відомство. Відтепер казенна палата складалася із 5—7 відділів: господарчого, винного й соляного, казначейств, контрольного, лісового та ін. Віце-губернатор, радники, губернський скарбник, губернський контролер та один або декілька асесорів, згідно зі штатним розписом, становили загальне присутствіє казенної палати.
Від початку створення казенних палат у них зосереджувалося все фінансове управління губерній, з часом їхні повноваження були звужені. Так, в 1805 будівельні експедиції передано губернським
правлінням. Після створення Міністерства державних маєтностей та його місцевих підрозділів (1837—1838), а також введення віце-губернатора до складу губернського правління як помічника губернатора з
питань загального управління губернією казенні палати почав очолювати голова, який призначався й звільнявся імператором за поданням міністра фінансів. Голова, крім загального керівництва палатою, брав участь у засіданнях різних губернських комітетів, комісій. Фактично він був другою після губернатора особою в губернії і зазвичай мав більший чин, ніж віце-губернатор.
Після утворення губернських акцизних управлінь (1863) і контрольних палат (1865) казенні палати припинили відати землями і лісами, питними зборами, а займалися переважно рахунками та звітами про статки і витрати грошей у підвідомчих казначействах, обліком податного населення, торгами, постачанням рекрутів (до запровадження військової повинності загальної в 1874).
Згідно із законами від 30 травня 1878 р. та 30 квітня 1885 р., казенні палати відали казначейськими питаннями, переписом населення, переведенням податних осіб в інші стани, проведенням торгів із казенних підрядів і поставок, справами про накладення стягнень за порушення статутів казенного управління (до 300 рублів) та правил про мита, торгівлю й промисли.
Також казенні палати наділялися правами юстиції в межах, установлених статутами казенного управління, крім акцизних справ. Казенні палати не займалися безпосередньо стягненням податків, зборів та недоїмок, а залучали до цього поліцію. В 1880-х рр. у Російській імперії було 66 казенних палат, а на початок 20 ст. їх кількість зросла до 74. Згідно зі штатним розписом 1900 року, казенні палати поділялися на 4 категорії, відповідно до кількості населення губернії, розвитку торгівлі й промисловості та оборотів підвідомчих казначейств. До складу палат входили управляючий казенною палатою (раніше — голова), його помічник (Санкт-Петербурзька, Московська, Варшавська губернії, Київська губернія, Ліфляндська губернія, Харківська губернія, Казанська, Пермська губернії, Херсонська губернія), начальники відділень, секретарі, чиновники з особливих доручень, бухгалтери, столоначальники та 1 член від уряду в губернському розпорядчому комітеті (Санкт-Петербурзька, Московська, Київська, Гродненська, Волинська, Подільська, Віленська, Бессарабська, Оренбурзька, Херсонська губернії).
У цей період у підпорядкуванні казенних палат перебували повітові казначейства, податні інспектори
та їхні помічники, які визначали доходи від маєтностей, що підлягали оподаткуванню, та, за законом від 15 січня 1885 р., податкові присутствія для завідування податковим збором (процентним і розкладочним) з торгових і промислових підприємств, що сплачували гільдійський збір.
У ході революційних подій у 1919 р. казенні палати в Україні юридично були ліквідовані радянською владою.